# Can Ferrer del Coll
Can Ferrer del Coll és una masia del municipi de Piera (Anoia) inclosa en l'Inventari del Patrimoni Arquitectònic de Catalunya.

## Descripció
La construcció reflecteix la repercussió que deuria tenir en l'aspecte econòmic i social de la zona una masia com aquesta. Destaquen exteriorment les reixes d'un balcó de la façana principal, molt poc comú en les masies del terme. El baluard consta de dues entrades, una, que teòricament sembla la principal, però que no és utilitzada, al costat de la qual es veu en l'escaire que fa la paret del baluard, una pedra tallada en forma de bolet. En l'entrada lateral un escut amb una inscripció difícil de traduir. Interiorment la casa conserva alguns racons típics del segle passat.

## Història
És difícil precisar l'antigüitat de la casa, el seu actual propietari té un nombrós arxiu en el que hi figuren papers del segle xiv, i inclús uns pergamins anteriors a l'esmentat segle. No es coneixen reformes.
El desembre del 2023 es va publicar un llibre amb la història familiar. https://canferrerdelcoll.cat/els-ferrer-del-coll-terra-i-arrels/